# Pebulat
Pebulat ist eine chemische Verbindung aus der Gruppe der Thiocarbamate.

## Gewinnung und Darstellung
Pebulat kann durch Reaktion von Phosgen mit 1-Propanthiol und deren Produkt mit Butylethylamin gewonnen werden.

## Verwendung

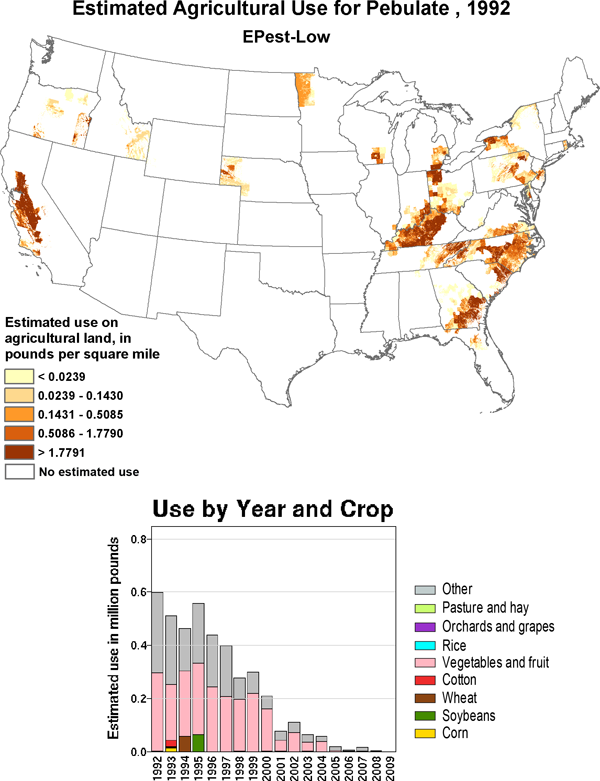
Geschätzte Ausbringungsmenge in den USA 1992

Pebulat wird als Herbizid im Zuckerrüben-, Tabak- und Tomatenanbau verwendet. Die Verbindung wurde 1954 als selektives Vorauflauf-Herbizid von Stauffer Chemical eingeführt. Pebulat wirkt durch Hemmung der Lipidsynthese.
Die ausgebrachte Menge sank bis 2008 in den USA auf Null ab.

## Zulassung
In den Staaten der EU und in der Schweiz sind keine Pflanzenschutzmittel mit diesem Wirkstoff zugelassen.